# Jaume Ulled Bertran
Jaume Ulled Bertran (Lleida, Segrià, 1978) és un actor català de teatre, cinema i televisió.
Conegut a nivell estatal pel seu paper de l'advocat Guillermo Alvarez de la sèrie d'antena 3, Amar es para siempre. També va agafar popularitat per les seves feines teatrals amb el director i actor Josep Maria Pou tant a Catalunya com a la resta de l'estat. Fins i tot va participar en la pel·lícula documental Màscares, d'Esteve Riambau que seguia el dia a dia dels assajos del muntatge teatral Su seguro servidor, Orson Welles dirigit i protagonitzat per Josep Maria Pou.
Els orígens artístics d'en Jaume Ulled van ser al Centre de Titelles de Lleida, després es formarà com a actor a l'Institut del teatre, que ho combinaria amb el teatre independent, titelles i espectacles infantils. Fins que li va arribar la gran oportunitat al teatre Goya amb l'obra Els nois d'història dirigida per l'actor i director teatral Josep Maria Pou, que encara hi tornaria a repetir amb ell a l'obra Su seguro servidor, Orson Welles. Fa també petits papers a series de tv3 com el Cor de la ciutat, les Veus del Panamo i Emerssenda. Però no va ser fins a la sèrie d'Antena 3 Amar es para Siempre de la productora Diagonal TV que va arribar a ser popular.

## Actuacions[7]
| - El mirall (El espejo), d'Álex Sampayo (2008) - Les veus del Pamano, de Lluís Maria Güell (2009) - Màscares, d'Esteve Riambau (2009) - Insensibles, de Juan Carlos Medina (2011) - Amar es para siempre, de Rodolf Sirera (2013) | - Els nois d'història (The History Boys), d'Alan Benett. Dir. Josep Maria Pou (2008) - Aquí s'aprén poca cosa, de Robert Walser. Dir. Toni Casares (2009) - Una fabulació per la vida i obra de Màrius Torres, de Màrius Torres. Dir. Carles Canut (2010) - El principi d'Arquimedes dir i escrita per Josep Maria Miró (2014) |